# Lekkoatletyka na Światowych Wojskowych Igrzyskach Sportowych 2019 – skok o tyczce mężczyzn
Skok o tyczce mężczyzn – jedna z konkurencji technicznych rozegranych w dniu 24 października 2019 roku podczas 7. Światowych Wojskowych Igrzyskach Sportowych na kompleksie sportowym WH FRSC Stadium w Wuhanie.

## Terminarz
| Data                      | Godzina (UTC+08:00) | Wydarzenie |
| ------------------------- | ------------------- | ---------- |
| 24 października 2019(dts) | 19:00               | Finał      |

## Rekordy
Tabela prezentuje rekord świata, a także rekord Igrzysk wojskowych (CSIM) przed rozpoczęciem mistrzostw.
|                                   | Zawodnik            | Wynik | Miejsce        | Data                  |
| --------------------------------- | ------------------- | ----- | -------------- | --------------------- |
| Rekord świata                     | Renaud Lavillenie   | 6,16  | Donieck        | 15 kwietnia 2014(dts) |
| Rekord Igrzyska wojskowych (CSIM) | Paweł Wojciechowski | 5,81  | Rio de Janeiro | 23 lutego 2011(dts)   |

## Medaliści
| Złoto                        | Srebro                         | Brąz                    |
| Paweł Wojciechowski · Polska | Augusto de Oliveira · Brazylia | Georgi Gorochow · Rosja |

## Finał
| Pozycja | Zawodnik            | Państwo          | 4.60 | 4.80 | 5.00 | 5.15 | 5.30 | 5.40 | 5.50 | 5.60 | 5.82 | Wynik | Uwagi |
| ------- | ------------------- | ---------------- | ---- | ---- | ---- | ---- | ---- | ---- | ---- | ---- | ---- | ----- | ----- |
| 01 !    | Paweł Wojciechowski | Polska           | -    | -    | -    | -    | o    | -    | xxo  | xo   | xr   | 5,60  |       |
| 02 !    | Augusto de Oliveira | Brazylia         | -    | -    | -    | -    | -    | xo   | xo   | xxx  |      | 5,50  |       |
| 03 !    | Georgij Gorochow    | Rosja            | -    | -    | -    | -    | o    | xo   | xxx  |      |      | 5,40  |       |
| 4       | Karsten Dilla       | Niemcy           | -    | -    | -    | -    | xxo  | xxx  |      |      |      | 5,30  |       |
| 5       | Ishara Sandaruwan   | Sri Lanka        | o    | o    | xxx  |      |      |      |      |      |      | 4,80  |       |
| -       | Han Du-hyun         | Korea Południowa | -    | -    | -    | xxx  |      |      |      |      |      | NM    |       |
| -       | Daniel Clemens      | Niemcy           | -    | -    | -    | xxx  |      |      |      |      |      | NM    |       |
| -       | Hichem Cherabi      | Algieria         | -    | -    | xxx  |      |      |      |      |      |      | NM    |       |

Źródło: Wuhan.